# Menayu
Menayu is een bestuurslaag in het regentschap Magelang van de provincie Midden-Java, Indonesië. Menayu telt 2619 inwoners (volkstelling 2010).